# Mikołaj Łabowski
Mikołaj Łabowski (ur. 17 grudnia 1935 we Florynce, zm. 18 października 2013) – polski fizyk łemkowskiego pochodzenia, specjalista w zakresie akustyki molekularnej, profesor zwyczajny i dyrektor poznańskiego Instytutu Akustyki Wydziału Fizyki UAM oraz prodziekan Wydziału Fizyki na tejże uczelni. Członek honorowy Polskiego Towarzystwa Akustycznego.

## Życiorys
Ukończył studia na Wydziale Matematyki, Fizyki i Chemii Uniwersytetu im. Adama Mickiewicza uzyskując tytuł magistra fizyki w 1962. W 1970 uzyskał stopień doktora na tej samej uczelni. W 1981 roku, na podstawie książki "Ultra- i hipersoniczne właściwości wybranych płynów i krytycznych mieszanin" uzyskał stopień doktora habilitowanego. Tytuł profesora nadzwyczajnego w dziedzinie fizyki nadano mu w roku 1992 i profesora zwyczajnego w 1999. Pochowany na cmentarzu parafialnym Matki Boskiej Częstochowskiej  w Poznaniu.